# Andamanski in Nikobarski otoki
Andamanski in Nikobarski otoki (tamilsko: அந்தமான் நிகோபார் தீவுகள், hindijsko: अंडमान और निकोबार द्वीप) so ozemlje republike Indije. Za skupino otokov se pogosto uporablja kratica ANI (A & N Islands). Locirani so v skrajnem južnem predelu Bengalskega zaliva v Indijskem oceanu. Sestavljata jih dve veliki skupini otokov, Andamanski in Nikobarski otoki, ki ločujejo Andamansko morje (proti vzhodu) od Indijskega oceana. Ti dve skupini sta ločeni z vzporednikom 10° severno (Andamani ležijo severno, Nikobari pa južno od tega vzporednika). Glavno mesto tega ozemlja je Port Blair, ki je hkrati glavno mesto Andamanskih otokov.
Skupno ozemlje obsega okrog 8249 km². Po indijskih statističnih podatkih iz leta 2001 je število prebivalcev na otokih 356.152.